# Nemopoda pectinulata
Nemopoda pectinulata – gatunek muchówki z rodziny wońkowatych i podrodziny Sepsinae.
Gatunek ten opisany został w 1873 roku przez F. Hermanna Loewa.
Muchówka o ciele długości od 3 do 4,5 mm. Głowę jej cechują pojedyncza para bardzo słabo rozwiniętych szczecinek orbitalnych i policzki znacznie niższe od oka złożonego. Tułów ma bardzo dobrze rozwinięte szczecinki mezopleuralne. Skrzydła mają odseparowane tylne i przednie komórki bazalne oraz pozbawione są ciemniej plamki u szczytu żyłki radialnej R2+3. Samiec ma przednią parę ud z rzędem około 14 długich kolców na spodniej stronie, a tylną parę krętarzy pozbawioną silnych kolców na stronie wewnętrznej.
Owad znany z Wielkiej Brytanii, Francji, Belgii, Holandii, Niemiec, Danii, Szwecji, Norwegii, Finlandii, Szwajcarii, Austrii, Włoch, Polski, Litwy, Czech, Słowacji, Węgier, Chorwacji, Rumunii, Bułgarii, europejskiej części Rosji oraz palearktycznej i orientalnej Azji.